# راندي بيتيس
راندي بيتيس (بالإنجليزية: Randy Bettis)‏ هو منتج أسطوانات وملحن ودي جيه أمريكي، ولد في 10 مارس 1959 في جاكسونفيل في الولايات المتحدة.

## وصلات خارجية
- الموقع الرسمي